# Stavrochóri (ort i Grekland, Mellersta Makedonien)
Stavrochóri är en ort i Grekland.   Den ligger i prefekturen Nomós Kilkís och regionen Mellersta Makedonien, i den norra delen av landet, 300 km norr om huvudstaden Aten. Stavrochóri ligger 113 meter över havet och antalet invånare är 523.
Terrängen runt Stavrochóri är huvudsakligen platt, men åt nordost är den kuperad. Runt Stavrochóri är det ganska tätbefolkat, med 58 invånare per kvadratkilometer. Närmaste större samhälle är Kilkis, 8,0 km sydost om Stavrochóri. Trakten runt Stavrochóri består till största delen av jordbruksmark.